# Emiliano Zapata, Santiago Tulantepec de Lugo Guerrero
Emiliano Zapata är en ort i Mexiko.   Den ligger i kommunen Santiago Tulantepec de Lugo Guerrero och delstaten Hidalgo, i den sydöstra delen av landet, 100 km nordost om huvudstaden Mexico City. Emiliano Zapata ligger 2 164 meter över havet och antalet invånare är 862.
Terrängen runt Emiliano Zapata är kuperad söderut, men norrut är den platt. Runt Emiliano Zapata är det tätbefolkat, med 476 invånare per kvadratkilometer. Närmaste större samhälle är Tulancingo, 4,7 km öster om Emiliano Zapata. Omgivningarna runt Emiliano Zapata är en mosaik av jordbruksmark och naturlig växtlighet.